# Lasioglossum cactorum
Lasioglossum cactorum (лат.) — вид одиночных пчёл рода Lasioglossum из семейства Halictidae (Halictinae). Название cactorum образовано от латинского слова, означающего «кактус». Это связано с частой ассоциацией с цветковыми растениями семейства Cactaceae.

## Распространение
Северная Америка: США (Аризона, Калифорния, Невада, Юта). Обитают в пустынях.

## Описание
Мелкие пчёлы длиной около 5 мм. Голова и грудь тёмные с голубовато-зеленоватым металлическим блеском; брюшко красновато-коричневое. От близких видов отличается следующими признаками: необычные края тергитов T1-3, которые чрезвычайно узкие, резко вдавленные, с длинными и густыми боковыми волосками, голова широкая (отношение длины лица к ширине ~ 0,83) и часто довольно большая, мезэпистерна морщинистая или с очень плотными точки, по крайней мере, дорсально, тергит Т1 без непунктированных апиколатеральных овальных пятен, тергиты Т2-4 с тёмными дыхальцевыми пятнами, а супраклипеальная область иногда чёрная или золотисто-зелёная посередине. В переднем крыле 3 субмаргинальные ячейки. Одиночные пчёлы, гнездятся в почве. Вид был впервые описан в 2020 году канадскими энтомологами Джоэлем Гарднером (Joel Gardner) и Джейсоном Гиббсом (Jason Gibbs, Department of Entomology, Манитобский университет, Виннипег, Манитоба, Канада) и отнесён к подроду Dialictus. Обнаружены на цветках растений семейств Asteraceae, Brassicaceae, Cactaceae, Cleomaceae, Fabaceae, Malvaceae, Papaveraceae, Polygonaceae.